# أليكس كوش
أليكس كوش (بالإسبانية: Aleix Coch) (18 أكتوبر 1991 بطراغونة في إسبانيا - ) هو لاعب كرة قدم إسباني في مركز الدفاع. لعب مع خيمناستيك طركونة ونادي أوسبيتاليت وCF Pobla de Mafumet ‏.

## روابط خارجية
- أليكس كوش على موقع قاعدة بيانات كرة القدم.إي يو (الإنجليزية)
- أليكس كوش على موقع Soccerway.com (الإنجليزية)
- أليكس كوش على موقع AS.com (الإسبانية)